# «Скіфський олень» за внесок у світове кіномистецтво
«Скіфський олень» за внесок у світове кіномистецтво Київського міжнародного кінофестивалю «Молодість» (Почесний «Скіфський олень») — спеціальний приз, який присуджують кінематографістам за видатний особистий внесок у розвиток світового кіномистецтва. Нагорода була запроваджена на фестивалі «Молодість» у 1997 році. Нагородження відбувається на церемонії відкриття кінофестивалю врученням статуетки «Скіфського оленя».

## Лауреати
| 2005 (35-й) | Роман Полянський  | кінорежисер                    | Франція         |  |  |
| 2005 (35-й) | Джон Ірвін        | кінорежисер, сценарист         | Велика Британія |  |  |
| 2005 (35-й) | Жерар Жуньо       | актор-комік                    | Франція         |  |  |
|             |                   |                                |                 |  |  |
| 2010 (40-й) | Софі Марсо        | акторка                        | Франція         |  |  |
| 2010 (40-й) | Кристофер Ламберт | актор                          | Франція         |  |  |
| 2010 (40-й) | Володимир Меньшов | актор, режисер, продюсер       | Росія           |  |  |
| 2010 (40-й) | Людмила Гурченко  | акторка                        | Росія           |  |  |
| 2010 (40-й) | Фанні Ардан       | акторка, режисер               | Франція         |  |  |
| 2010 (40-й) | Жерар Депардьє    | актор                          | Франція         |  |  |
| 2010 (40-й) | Іван Гаврилюк     | актор                          | Україна         |  |  |
|             |                   |                                |                 |  |  |
| 2014 (44-й) | Ельдар Шенгелая   | режисер, сценарист             | Грузія          |  |  |
|             |                   |                                |                 |  |  |
| 2016 (46-й) | Марта Месарош     | режисерка, сценарист           | Угорщина        |  |  |
|             |                   |                                |                 |  |  |
| 2018 (47-й) | Юрген Прохнов     | актор                          | Німеччина       |  |  |
| 2019 (48-й) | Пітер Гріневей    | кінорежисер, сценарист         | Велика Британія |  |  |
| 2020 (49-й) | Робер Оссейн      | кіноактор, театральний режисер | Франція         |  |  |